# Francis Cersot
Francis Cersot, né le 3 février 1901 à Saint-Marcelin-de-Cray (Saône-et-Loire) et mort le 21 décembre 1984 à Mâcon (Saône-et-Loire) est un militant socialiste, syndicaliste CGT puis Force ouvrière, résistant français et cadre au sein de la SFIO.

## Biographie

### Jeunesse et vie privée
Francis Cersot est né d'un père domestique et suivit en Saône-et-Loire l'école primaire. Il devient cultivateur jusqu'en 1923 où il entre à la Compagnie des chemins de fer de Paris à Lyon et à la Méditerranée en tant qu'homme d'équipe à la gare de Lyon-Guillotière. Il épouse le 16 mai 1925 une bourguignonne du nom de Marie Gonot avec qui il a une fille le 21 octobre 1931.

### Fonctions dans laCompagnie du PLMet laSNCF
Il gravit progressivement les échelons dans la hiérarchie de la compagnie : il devient en décembre 1926 facteur aux écritures à Oullins, en juin 1931 facteur enregistrant à Ecully, en novembre 1935 sous-chef de gare à Lyon-Perrache et contrôleur technique au dispatching de Lyon en janvier 1941.

### Engagement socialiste
Francis Cersot fut présent dans le milieu syndical. En 1929 il adhéra à la SFIO où il fut nommé secrétaire de la section de Tassin-la-Demi-Lune et de la deuxième section de Lyon. Il fut membre de la CGT.

### Résistance
Du fait de son engagement socialiste, Cersot entre dans la résistance en juillet 1940 à Lyon et par la suite dans la NAP-fer. Sa première action est de rédiger et de publier des tracts contre le régime de Vichy à la gare de Lyon-Perrache avec un collègue militant de la CGT, Vincent Vassy. Il est dénoncé à cause de son activité et arrêté en décembre 1940, accusé d’être à la tête d’un bureau de propagande contre le régime mis en place et donc « antinationaliste ». Il est soutenu par la police et il obtient un non-lieu grâce aussi, selon lui, à ses supérieurs dont l’inspecteur principal et le chef du bureau du personnel. Il devient contrôleur technique au poste de commandement de Lyon en janvier 1941. Vers la fin 1941, Francis Cersot et son collègue sont contactés par un militant et agent de la SNCF, Henri Morier. Le but est la reconstitution de la CGT et la recherche de terrains de réceptions de parachutage dans la région de Mâcon. En décembre 1942, René Hardy intègre les deux hommes au NAP-Fer. Les fonctions des NAP sont de fournir des informations sur les mouvements des forces allemandes. La NAP-fer s’occupe plus spécialement des informations liées aux chemins de fer et les embarquements des allemands. Cersot est chargé de son organisation dans la région lyonnaise. Cersot décrit le travail qu'il effectue pour la Résistance :

« Tous les  jours, je volais ou prenais copie des programmes des T.C.O. (Transports en cours d'opération) par trains complets, ainsi que des messages se rapportant aux transports du matériel envoyé ou transitant par wagons isolés. »

Ensuite, il devient Contrôleur technique principal au poste de commandement de la SNCF à Lyon, organisme chargé de la mise en marche des relais et du contrôle de tous les transports militaires. Ses fonctions au dispatching de Perrache lui permettent d'être très bien renseigné sur tout le trafic militaire de la zone Sud de la France. Il intègre le réseau de renseignements Corvette (qui fait partie du réseau Phratrie) en juin 1943. Il diffuse la presse clandestine (Libération, Le Populaire) sous divers pseudonymes, livre des armes et organise des sabotages sur différents chemins de fer contre les convois allemands. Il détourne aussi tous les jours des documents liés aux convois allemands grâce à son poste de commandement et à une personne de la SNCF. Ces actions attirent l'attention des allemands et quelques arrestations se produisent dans son groupe. Prévenu par son collègue Vassy, il diffuse des renseignements sans intérêt pour ne pas se faire prendre par les Allemands. Mais plusieurs personnes de son groupe se font arrêter. Parmi elles, deux hommes qui ont reçu de la part de Cersot 30000 F pour les besoins du service Fer et utilisé cet argent pour s'amuser, compromettant la sécurité de leur réseau. Cersot préfère alors quitter ses fonctions de commandement ferroviaire de Lyon en 1944 pour entrer dans la clandestinité complète en mars. Encore fort traqué par la Gestapo, il part se réfugier dans un autre département où il exerce la fonction de responsable du NAP-Fer de la région de Dijon et continue à saboter des installations ferroviaires. Il devient adjoint au responsable national du NAP-Fer de la région du Sud-Est. Il estime avec son nouveau collègue, Alban Vistel que les transports allemands sont « aux trois quarts paralysés ». Il écrit : « Début juillet 1994, le T.C.O. "Chrysanthème" composé de 60 trains de 30 wagons chacun de chars Tigre était signalé venant du Midi de la France à destination du front de Normandie ». Il est démobilisé le 30 septembre 1944 et reprend son travail à la SNCF comme contrôleur technique principal.

### Après la guerre

#### Reprise du service à la SNCF
Après sa démobilisation, il reprend son service et obtient le poste de contrôleur technique principal à la SNCF, préside la commission d'épuration du 4e arrondissement de la SNCF et devient contrôleur technique des services régionaux en janvier 1945.

#### Politique
Francis Cersot continue son engagement politique à la SFIO et accède à des fonctions importantes : lors du congrès fédéral de février 1945, il est élu secrétaire adjoint de la fédération socialiste du Rhône dont il deviendra secrétaire fédéral après le retrait de Lucien Lequertier au mois de décembre, fonction qu'il occupera jusqu'en juin 1951. Il est tête de liste des élections municipales de 1945 et candidat aux cantonales dans le IIe arrondissement de Lyon, ainsi que troisième sur la liste SFIO conduite par André Philip aux législatives dans la première circonscription du Rhône. Il occupe ensuite la fonction de secrétaire fédéral  de la fédération SFIO de l'Ain en 1961.

#### Autres mandats et retraite
Pour son engagement résistant, il est nommé en décembre 1946 président du comité d'arrondissement de Lyon de l'association Résistance-Fer. Il en restera toujours un adhérent actif. En 1959, il part à la retraite avec le grade d'inspecteur de 1re classe au poste de commandement de Lyon. En octobre 1963, il est élu responsable pour la région Sud-Est de la section nationale des cheminots retraités de FO, syndicat dont il avait participé à la création dans la région lyonnaise. Son mandat fut renouvelé en 1965.

## Distinctions
- Croix de Guerre 1939-1945 argent : citation à l'ordre de la division
- Chevalier de la Légion d'honneur (1945)[4]
- Médaille de la Résistance française (Janvier 1946)